# Moon Ji-Yoon
Moon Ji-Yoon (en coreano: 문지윤; 19 de abril de 1971) es una deportista surcoreana que compitió en judo.
Ganó dos medallas en el Campeonato Mundial de Judo en los años 1991 y 1993, y dos medallas en el Campeonato Asiático de Judo de 1988. En los Juegos Asiáticos consiguió tres medallas en los años 1990 y 1994.

## Palmarés internacional
| Campeonato Mundial  | Campeonato Mundial | Campeonato Mundial | Campeonato Mundial |
| Año                 | Lugar              | Medalla            | Categoría          |
| ------------------- | ------------------ | ------------------ | ------------------ |
| 1991                | Barcelona (España) | Medalla de oro     | +72 kg             |
| 1993                | Hamilton (Canadá)  | Medalla de bronce  | Abierta            |
| Juegos Asiáticos    |                    |                    |                    |
| Año                 | Lugar              | Medalla            | Categoría          |
| 1990                | Pekín (China)      | Medalla de plata   | Abierta            |
| 1990                | Pekín (China)      | Medalla de bronce  | +72 kg             |
| 1994                | Hiroshima (Japón)  | Medalla de bronce  | Abierta            |
| Campeonato Asiático |                    |                    |                    |
| Año                 | Lugar              | Medalla            | Categoría          |
| 1988                | Damasco (Siria)    | Medalla de plata   | Abierta            |
| 1988                | Damasco (Siria)    | Medalla de bronce  | +72 kg             |